# Max Köller
Max Köller (* 24. Dezember 1887 in Dolgen (Feldberger Seenlandschaft); † 4. Dezember 1959 in Berlin) war ein deutscher Landwirt und Politiker.

## Leben
Köller war Hufenpächter bei Burg Stargard. Er war 1919 Abgeordneter der Verfassunggebenden Versammlung und später auch Abgeordneter des ersten ordentlichen Landtags von Mecklenburg-Strelitz. Er gehörte als einziger Abgeordneter keiner Fraktion an. 